# Derk Doyer

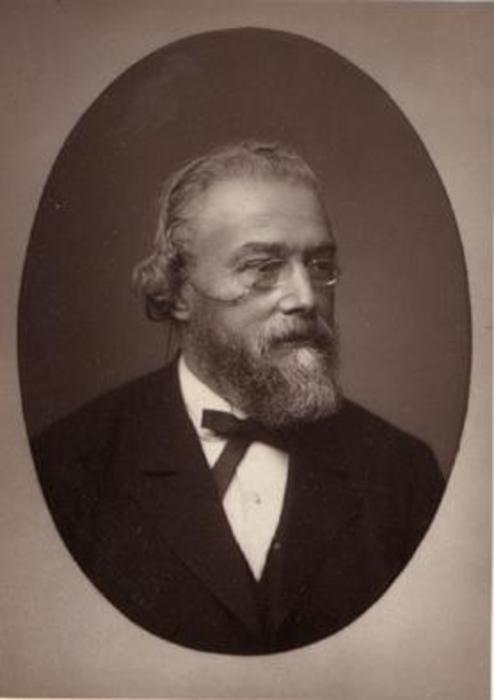
Derk Doyer

Derk Doyer auch: Didericus Doyer, Dirk Doyer (* 21. März 1827 in Zwolle; † 21. Dezember 1896 in Leiden) war ein niederländischer Mediziner.

## Leben
Doyer war der Sohn von Jacobus Schoemaker Doyer (* 21. Juni 1792 in Krefeld, † 9. Juni 1867 in Zutphen) und Petronella Evekink (* 23. Oktober 1799 in Zutphen, † 25. Februar 1875 ebenda). Er erhielt seine erste Ausbildung in Amsterdam, wo sein Vater Jacob als Kunstmaler tätig war. Verwandte nahmen ihn in Zutphen auf, wo er das Gymnasium besuchte und 1845 sein Staatsexamen bestand. Am 1. September des genannten Jahres bezog er die Militärschule für Ärzte in Utrecht, wobei Franciscus Cornelis Donders sein prägender Lehrer wurde. Am 17. Juli 1849 wurde er Militärarzt der 3. Klasse und war als solcher in Amersfoort bei der reitenden Artillerie tätig. 1850 war er kurz in Haarlem, zwei Monate später in Rotterdam und erhielt im Mai 1851 ein Angebot in die niederländischen Kolonien Indiens zu gehen. Jedoch wollte er vorher zum Doktor promovieren. Daraufhin immatrikulierte er sich am 26. Juni 1851 an der Universität Leiden, wurde am 30. Juni 1851 zum Militärarzt der 2. Klasse ernannt und erwarb sich das medizinische Examen.
Am 6. September 1851 promovierte er mit der medizinischen Abhandlung continens septem casus morbi cholerae asiaticae cum epicrisi adnexa zum Doktor der Medizin, wurde am 17. Oktober Doktor der Frauenheilkunde und am 29. Oktober Doktor der Chirurgie. Am 29. Oktober desselben Jahres begann er in Rotterdam eine Schiffsreise, welche ihn am 7. April nach Batavia brachte, wo er am Hospital arbeitete. Hier erhielt er zudem eine Anstellung als Dozent der medizinischen Schule daselbst, wo er junge javanesische Ärzte in Anatomie, Physiologie und Chirurgie unterrichtete. Am 6. Mai 1859 wurde er zum Militärarzt 1. Klasse befördert und erhielt eine Stelle in Semarang. Im Mai 1860 kehrte er wieder in seine niederländische Heimat zurück, wo er wieder Vorlesungen von Donders verfolgte und Studien zum Augenspiegel und zum Ophthalmometer des Hermann von Helmholtz absolvierte.
Im September 1863 kehrte er wieder nach Java zurück, wo er sich als Arzt in Batavia etablierte. Um seine Augenkundlichen Studien voranzutreiben, verließ er am 15. Januar 1869 Java in sein Heimatland. Hier wurde er am 3. Juni 1869 zum außerordentlichen Professor für Augenheilkunde (Ophthalmologie) an der medizinischen Fakultät der Universität Leiden berufen, welche Aufgabe er am 2. Oktober des Jahres mit der Rede Over het tegenwoordig standpunt der oogheelkunde antrat. Am 24. Januar 1877 wurde er ordentlicher Professor der genannten Fachrichtung und am 15. September 1877 übernahm er den Lehrstuhl für Ohrenheilkunde (Otologie). Damit war er der erste niederländische Hochschullehrer dieser Fachrichtungen. In jener Eigenschaft beteiligte er sich auch an den organisatorischen Aufgaben der Hochschule und war 1883/84 Rektor der Alma Mater. Am 1. Januar 1895 verzichtete er aus gesundheitlichen Gründen auf seinen Lehrstuhl, wurde am 16. Dezember 1895 emeritiert und verabschiedete sich am 17. Januar 1896 in den Ruhestand.

## Familie
Doyer war zwei Mal verheiratet. Seine erste Ehe schloss er am 22. Februar 1855 in Amsterdam mit Jeannette Alexandrina Vrijdag (* 25. Dezember 1826 in Amsterdam, † 6. April 1882 in Leiden), die Tochter von Willem Vrijdag und Dievertje Carolina Kruseman. Aus der Ehe stammen vier Kinder. Seine zweite Ehe ging er am 20. Juli 1883 in Baarn mit Elisabeth Reinhold (* 17. Januar 1845 in Amersfoort, † 10. Juli 1914 in Leiden), die Tochter von Eduard Reinhold und Elisabeth Vrijdag (* 25. Dezember 1826) ein. Aus der Ehe stammen fünf Kinder. Von den Kindern kennt man:
aus erster Ehe
- Pieter Jacob Doyer (* 14. November 1857 in Batavia, † 17. November 1857 ebenda)
- Catharina Geertruida Doyer (* 22. November 1858 in Batavia, † 14. Dezember 1913 in Groningen) verh. 16. Dezember 1881 in Leiden mit Adrianus Pekelharing (* 22. Juni 1857 in Zaandam, † 16. Mai 1942 in Zeist)
- Willem Karel Doyer (* 20. August 1860 in Amsterdam, † 30. September 1862)
- Huibert Doijer (* 12. Mai 1862 in Utrecht, † 15. November 1930 in Lausanne) verh. mit Adèle Hedwig Schoemann (* 20. Februar 1881 Stolberg bei Aachen, † 11. November 1970 in Heiloo)

aus zweiter Ehe
- Eduard Doijer (* 22. Mai 1884 in Leiden, † 20. März 1946 in s’-Hertoenbosch) verh. mit Amelia Louise Washausen (* 23. Mai 1891 in Rotterdam, † 23. Februar 1967 in Woerden)
- Jeannette Alexandrine Doyer (* 10. November 1885 in Leiden, † 12. Juli 1923 in Blerick) verh. 18. August 1913 in Leiden mit Frederik Karel Christiaan Timmerhans van Abcoude (* 2. September 1880 in Schiedam, † 4. Dezember 1955 in Hilversum)
- Diederik Doijer (* 14. Dezember 1886 in Leiden, † 29. November 1967 in Putten) verh. I. mit Elize Bertling (* 29. April 1888 Nijkerk, †  6. Februar 1966 in Baarn), II. Jacoba Pino (* 19. April 1888 in Batavia, † März 1971 in Utrecht)
- Phoebe Elisabeth Doyer (* 4. April 1889 in Leiden, † 4. September 1965 in Arnhem)
- Elisabeth Catherina Doyer (* 19. Juni 1890 in Leiden, † 17. Februar 1910 ebenda)

## Werke (Auswahl)
- De ligging van het draaipunt van het oog. In: Jaarverslag v. h. Nederl. Gasthuis voor ooglijders. Utrecht 1862
- Over het tegenwoordig standpunt der oogheelkunde. Leiden 1869
- Het onderzoek der oogen bij de keuring voor de nationale militie. In: Nederlands Tijdschrift voor Geneeskunde. 1873, I, 65
- De physionomie van Katharina Hohmann, den hermaphrodiet. In: Nederlands Tijdschrift voor Geneeskunde. 1874, I, 393
- De adenoide vegetatiën der neuskeelholte. In: Nederlands Tijdschrift voor Geneeskunde. 1881, 65
- Sur les agents myotiques et mydriatiques. In: Compte endu. Amsterdam 1880
- Des tumeurs adenoids de la cavite naso-pharyngienne. In: Compte endu. Amsterdam 1880
- Toestel om salmiakdampen voort te brengen. In: Nederlands Tijdschrift voor Geneeskunde. 1893, II, 215
- Over Boerhaave. In: Nederlands Tijdschrift voor Geneeskunde. 1894, II, 168;
- Keratitis parenchymatosa. In: Nederlands Tijdschrift voor Geneeskunde. 1894, II, 187;
- Dreigende sympathische ophthalmie. In: Nederlands Tijdschrift voor Geneeskunde. 1895, I, 526;
- Sympathische ophthalmie. In: Nederlands Tijdschrift voor Geneeskunde. 1895, II, 238;
- Rapport van de commissie voor de oorzaken van blindheid en doofstomheid in Nederland. In: Nederlands Tijdschrift voor Geneeskunde. 1895, II, 1112;
- De brillenquestie, in Feest-Bundel, Donders-Jubileum. Amsterdam 1888